# Bryan Adams
Bryan Guy Adams (Kingston, 5 de novembro de 1959) é um cantor, compositor, produtor musical e fotógrafo canadense. Bryan Adams foi um dos artistas mais bem sucedidos da década de 1980, e suas vendas de discos são estimadas em mais de 100 milhões mundialmente. É também reconhecido por sucessos como "Heaven", "Run To You", "Summer of '69", "(Everything I Do) I Do It for You", "Please Forgive Me", "All for Love", "Have You Ever Really Loved a Woman?", "When You're Gone", entre outros.
Adams ganhou um Grammy Awards e foi indicado cinco vezes ao Globo de Ouro e três vezes ao Oscar por suas composições para filmes.

## Biografia
Filho de pais britânicos, aos doze comprou a sua primeira guitarra. Aos quatorze anos mudou-se para Vancouver e começou a participar de audições como guitarrista. Bryan Adams passou parte da sua infância e adolescência em Portugal, dada a profissão de seu pai, embaixador. Viveu em Birre, perto de Cascais e frequentou a Carlucci American International School of Lisbon (escola americana de Lisboa), o que fez com que aprendesse um pouco da língua portuguesa.
Adams comprou sua primeira guitarra elétrica aos 10 anos; Ele cresceu sendo influenciado por bandas como Deep Purple, Led Zeppelin e T. Rex , e também por cantores como Elton John e Tina Turner.

### Carreira
Aos quinze anos, Adams abandonou a escola e juntou-se a banda de rock "Shock", como vocalista, fazendo apresentações pelo Canadá. Nessa época, ele vendeu comida para animais de estimação e trabalhou como lavador de pratos em um restaurante. Em 1978, Adams conheceu Jim Vallance, ex-baterista e compositor da banda de rock canadense Prism, que havia recentemente deixado a banda para se concentrar em uma carreira como compositor; Esta amizade se tornou o início de uma parceria prolífica, juntos eles escreveram inúmeros sucessos. No mesmo ano, aos 18 anos, Adams assinou um acordo de gravação com a A&M Records,
Em fevereiro de 1980, lançou seu primeiro álbum autointitulado Bryan Adams, seguido de You Want It You Got It (1981), ambos com sucesso restrito ao Canadá. Seu terceiro álbum, Cuts Like a Knife, foi lançado em janeiro de 1983, e trouxe o single de sucesso "Straight from the Heart", que alcançou a posição 10 na Billboard Hot 100 dos Estados Unidos. O álbum alcançou a oitava posição na parada de álbuns Billboard 200 nos EUA, onde foi certificado como platina; Também recebeu três certificados de platina no Canadá e ouro na Austrália. Ainda em 1983, Adams fez sua primeira turnê pelos EUA, abrindo para a banda Journey; Foram mais de 100 apresentações em cinco meses.
Em 5 de novembro de 1984, no 25º aniversário de Adams, foi lançado seu quarto álbum de estúdio Reckless, que foi um sucesso comercial, vendendo mais de 12 milhões de cópias em todo o mundo; O álbum alcançou o primeiro lugar na Billboard 200 dos EUA, e rendeu seis singles de sucesso: "Run to You", "Somebody", "Heaven", "Summer of '69", "One Night Love Affair" e "It's Only Love". Adams recebeu um Juno Award de "Álbum do Ano" de 1985 e um MTV Video Music Awards de "Melhor Performance de Palco" em 1986, e "It's Only Love" foi indicado ao Grammy de "Melhor Performance Vocal de Rock por uma Dupla ou Grupo" 
Em fevereiro de 1985, Adams escreveu e gravou o single beneficente "Tears Are Not Enough" como membro do The Northern Lights, um supergrupo que também incluía Anne Murray, Neil Young e outros artistas musicais canadenses; A missão era arrecadar fundos para Etiópia. O single foi um sucesso de vendas e embora gravado de forma independente do projeto USA for Africa, foi incluído no álbum We Are the World. Em 13 de julho de 1985, Adams e seus colegas cantaram a música ao vivo no show Live Aid.
No ano de 1987, foi lançado o álbum Into the Fire, que rendeu os sucessos "Heat of the Night" e "Hearts on Fire". Em dezembro de 1989, seu primeiro álbum ao vivo, Live! Live! Live!, foi lançado; O material é a gravação da apresentação de Adams no festival Rock Werchter, que foi realizado em em 3 de julho de 1988, em Werchter, Bélgica.
Em 1990, participou com vários músicos como, Cyndi Lauper, Van Morrison, Scorpions entre outros, no concerto de Roger Waters, "The wall in Berlim". 
Lançado em 1991, seu sexto álbum de estúdio Waking Up the Neighbours, trouxe a balada "(Everything I Do) I Do It for You", que foi produzida para o filme "Robin Hood: Prince of Thieves"; Esse se tornou um dos singles mais vendidos de todos os tempos, com mais de 15 milhões de cópias em todo o mundo; Também passou 16 semanas consecutivas em primeiro lugar no Reino Unido e sete semanas no topo da Billboard Hot 100.  A canção recebeu um Grammy de Melhor Canção Escrita Especificamente para um Filme ou Televisão em 1992 e foi indicada ao Oscar de Melhor Canção Original em 1991. Na mesma época, Adams também emplacou nas rádios a faixa, "Can't Stop This Thing We Started"; O álbum vendeu mais de 16 milhões de cópias mundialmente, sendo esse o álbum mais vendido de sua carreira.
Em 1993, Adams colaborou com Rod Stewart e Sting no single "All for Love", feito para a trilha sonora do filme The Three Musketeers. A balada foi um sucesso e liderou as paradas em todo o mundo. No mesmo ano, foi lançado So Far So Good, seu primeiro álbum de maiores sucessos, que trouxe a balada inédita "Please Forgive Me"; A coletânea vendeu mais de 13 milhões de cópias em todo o mundo. Em 1994, Adams se tornou o primeiro artista ocidental a se apresentar no Vietnã desde que James Brown tocou lá em 1971.
Em 1995, Adams lançou mais uma balada de sucesso, "Have You Ever Really Loved a Woman?", feita para o filme Don Juan DeMarco. O single foi número um nos EUA, Canadá e Austrália. A canção foi indicado ao Oscar, Grammy e Globo de Ouro de "Melhor Canção Original". A faixa também fez parte de seu sétimo álbum de estúdio 18 til I Die, lançado em 5 de junho de 1996.
Em dezembro de 1997, Adams lançou um MTV Unplugged com três novas faixas: "Back to You", "A Little Love" e "When You Love Someone".

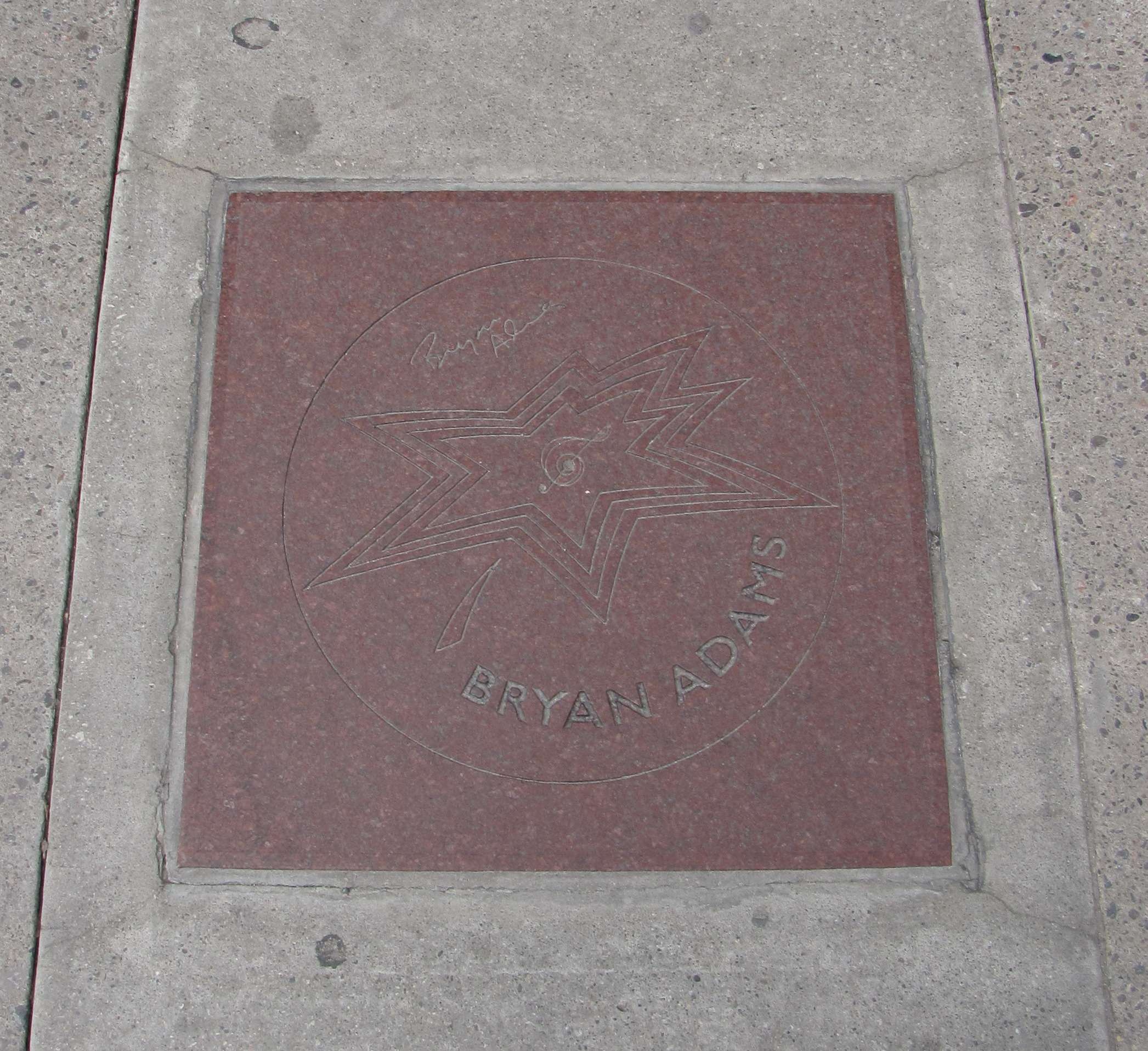
Estrela de Bryan Adams na Calçada da fama do Canadá.

A carreira musical de Adams inclui vários duetos e colaborações, designadamente com: Tina Turner ("It’s Only Love") e Melanie C ("When You’re Gone").
Entrou no "Canada Wall of Fame". Em 1990 foi nomeado "Member of the Order of Canada" e promovido a "officer" em 1998.
Entrou no "Hollywood Walk of Fame" em 2011.

### Vida pessoal
Bryan Adams vive atualmente em união de fato com Alicia Grimaldi, nascida em 1980, sua agente artística desde 2004. Desta relação tem duas filhas: Mirabella Bunny, nascida a 22 de abril de 2011 e Lula RosyLea nascida a 14 de fevereiro de 2013.
Adams também é fotógrafo e já lançou três livros de fotografias, quase sempre inspirado em musas canadenses. Em junho de 2021 Adams foi escolhido para ser o fotógrafo do famoso Calendário Pirelli de 2022.
É também amigo de infância do actor Michael J. Fox.
Adams é defensor dos Direitos dos animais, e tornou-se vegetariano por volta dos 28 anos e hoje tem uma alimentação completamente vegana. Ele também já declarou apoio a comunidade LGBT e defende o direito ao aborto.

## Discografia
Álbuns de estúdio
- Bryan Adams (1980)
- You Want It You Got It (1981)
- Cuts Like a Knife (1983)
- Reckless (1984)
- Into the Fire (1987)
- Waking Up the Neighbours (1991)
- So Far So Good (1993) Álbum duplo
- 18 til I Die (1996)
- On a Day Like Today (1998)
- Room Service (2004)
- 11 (2008)
- Tracks of My Years (2014)
- Get Up (2015)
- Shine a Light (2019)
- Pretty Woman (2022)
- So Happy It Hurts (2022)
- Classic (2022)